# Taiwanaphis niuginii
Taiwanaphis niuginii är en insektsart som först beskrevs av Mary Carver 1978.  Taiwanaphis niuginii ingår i släktet Taiwanaphis och familjen långrörsbladlöss. Inga underarter finns listade i Catalogue of Life.